# Soplówka jodłowa

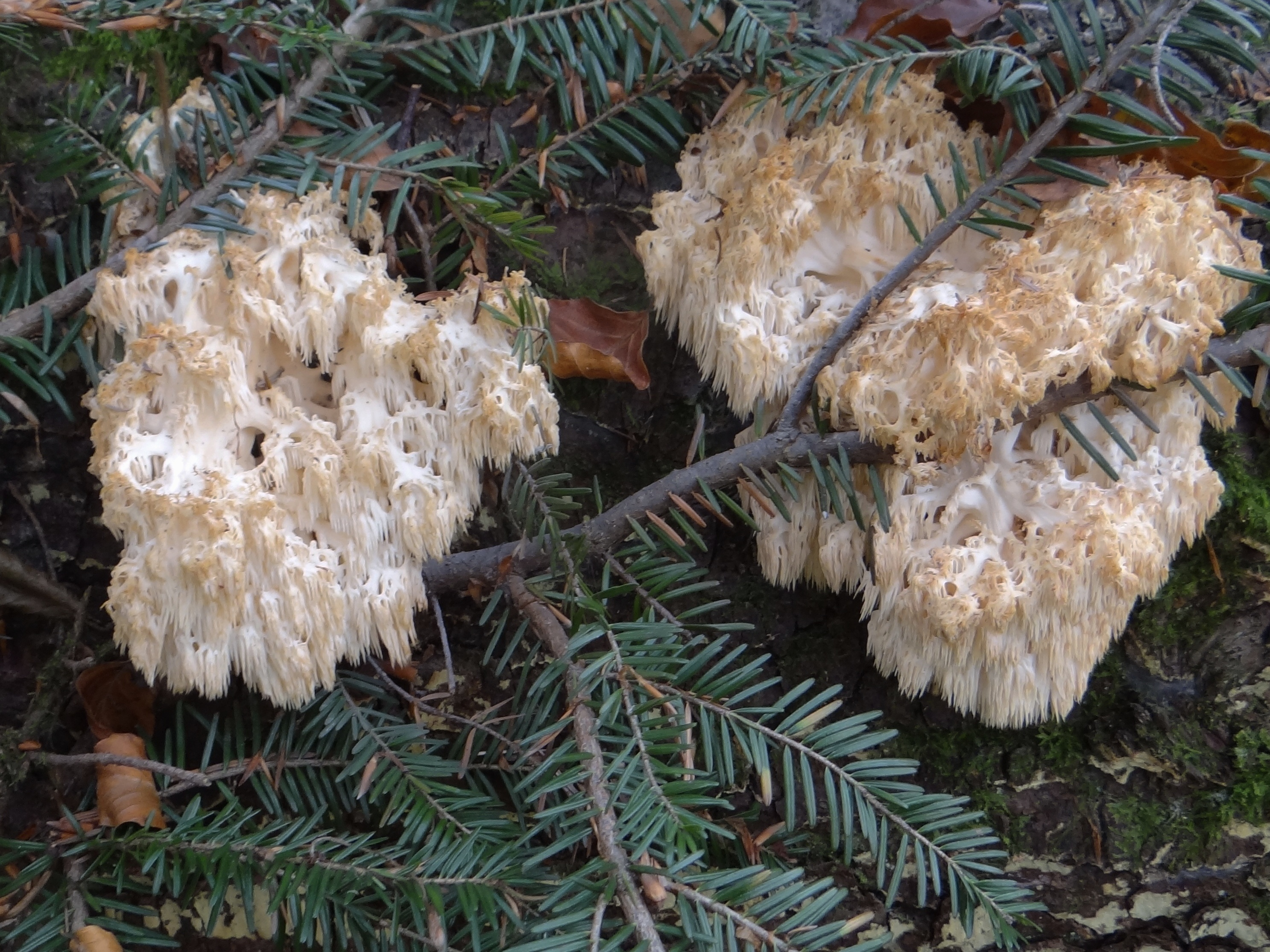
Dwa owocniki soplówki jodłowej na powalonym i martwym pniu jodły (żywa gałązka jest od innej rosnącej obok jodły)

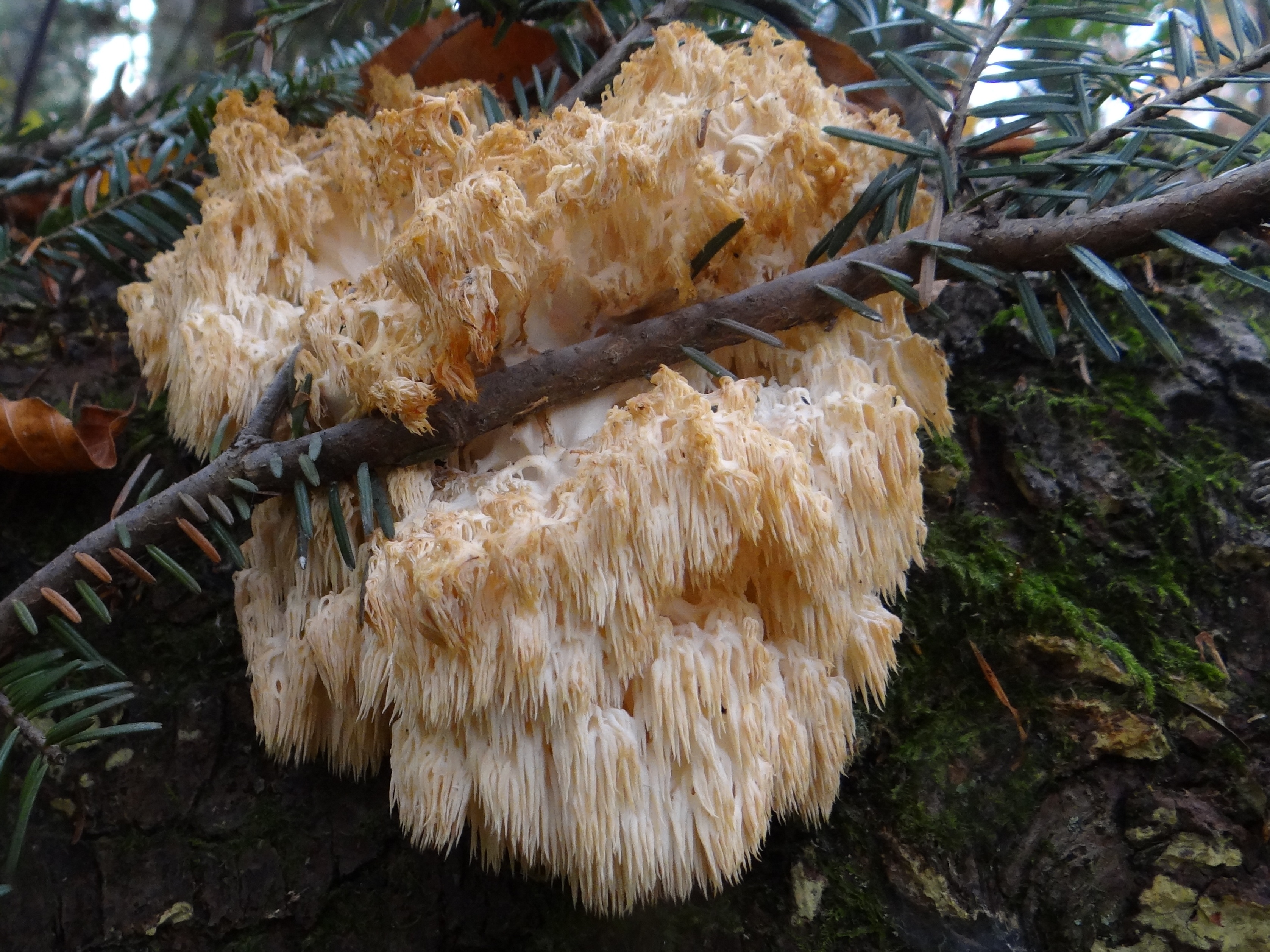
Dojrzały owocnik soplówki jodłowej

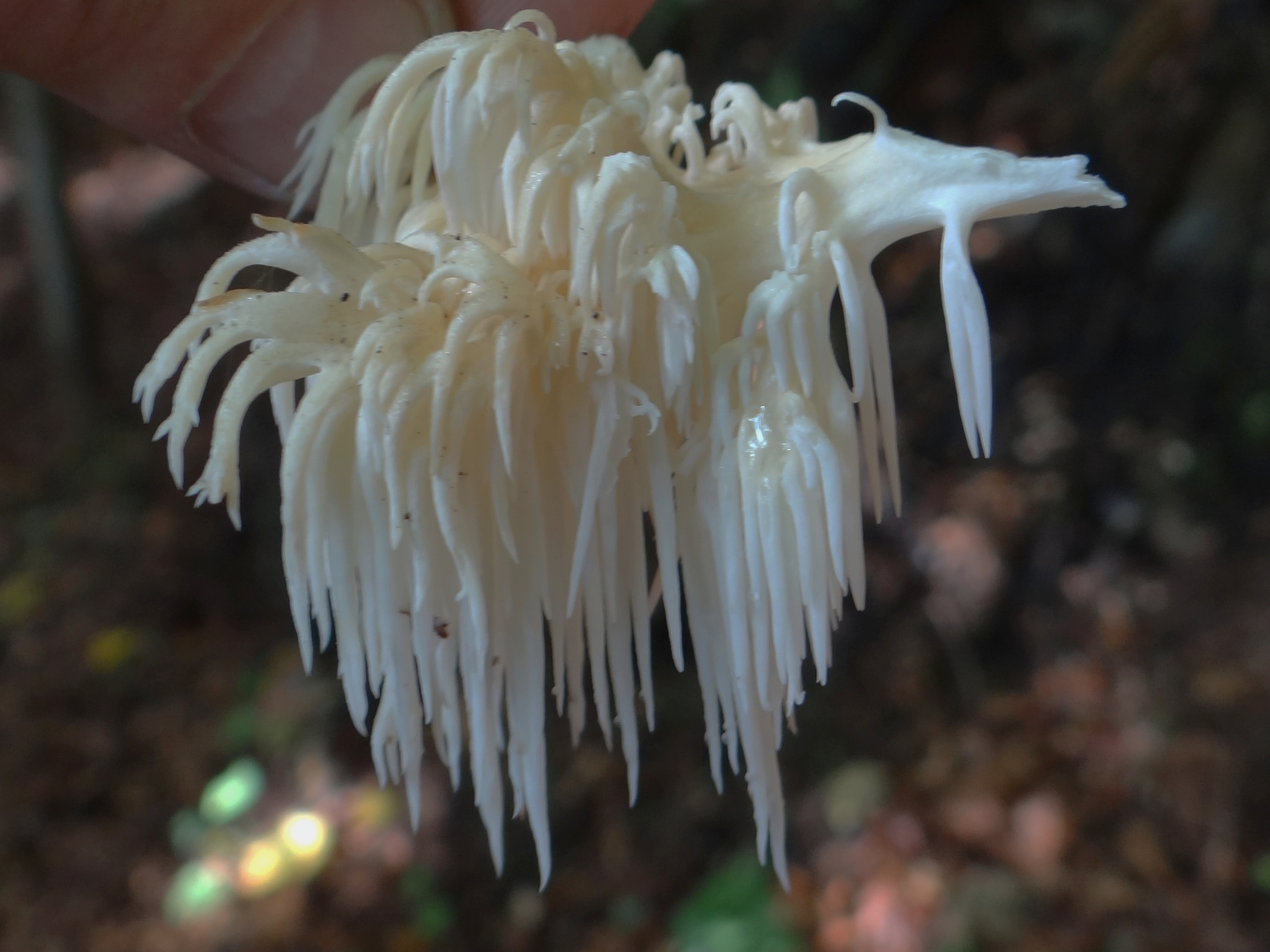
Fragment owocnika

Soplówka jodłowa (Hericium flagellum (Scop.) Pers.) – gatunek grzybów należący do rodziny soplówkowatych (Hericiaceae).

## Systematyka i nazewnictwo
Pozycja w klasyfikacji według Index Fungorum: Hericium, Hericiaceae, Russulales, Incertae sedis, Agaricomycetes, Agaricomycotina, Basidiomycota, Fungi.
Po raz pierwszy opisał go w 1772 r. Giovanni Antonio Scopoli, nadając mu nazwę Manina flagellum. Obecną nazwę nadał mu Christiaan Hendrik Persoon w 1797 r. Ma 11 synonimów. Niektóre z nich:
- Hericium alpestre Pers. 1825
- Clavicorona reisneri (Velen.) Corner 1958
- Dryodon alpestris (Pers.) Pilát 1931
- Hericium abietis f. alpestre (Pers.) D. Hall & D.E. Stuntz 1971
- Hericium alpestre f. caucasicum (Singer) Nikol. 1950
- Hericium caucasicum Singer 1929[2].

Nazwę polską podali Barbara Gumińska i Władysław Wojewoda w 1983 r.

## Morfologia
Owocnik
Ma nieregularnie kulisty lub bryłowaty kształt i osiąga długość do kilkudziesięciu cm. Początkowo jest biały, później kremowy, w końcu ochrowy. Do podłoża przyrasta trzonem, z którego wyrastają liczne i wielokrotnie rozgałęziające się gałązki, zakończone pęczkiem cienkich, długich i zwisających igiełek.
Miąższ
Elastyczny i miękki, o nieprzyjemnym zapachu, ale w smaku łagodny.
Cechy mikroskopowe
Strzępki ze sprzążkami, bezbarwne, u niektórych okazów amyloidalne. Występują w nich żółtawe, oleiste gleocystydy. Podstawki zgrubiałe, 4-zarodnikowe, o rozmiarach 20-25 × 4-6 µm. Zarodniki o kształcie od szerokoelipsoidalnego do mniej więcej kolistego, grubościenne, przejrzyste, o powierzchni gładkiej lub drobno punktowanej, niektóre z kroplami. Rozmiar 6–7 × 4,5–5,5 µm. Są amyloidalne.

## Występowanie i siedlisko
Podano stanowiska soplówki jodłowej w niektórych krajach Europy, we wschodniej części Kanady, w Korei i Japonii. W Polsce występuje głównie na południu. Do 2020 r. podano ponad 190 jej stanowisk. Znajduje się na Czerwonej liście roślin i grzybów Polski. Ma status E – zagrożony wyginięciem, którego przeżycie jest mało prawdopodobne, jeśli nadal będą działać czynniki zagrożenia. Znajduje się na listach gatunków zagrożonych także w Szwajcarii, Niemczech, Anglii, Finlandii. W latach 1983–2014 podlaegała ochronie ścisłej, od 2014 r. objęta jest ochroną częściową grzybów.
Występuje w lasach iglastych i mieszanych na jodle pospolitej. Owocniki pojawiają się od sierpnia do października. W Europie zasięg jej występowania pokrywa się mniej więcej z zasięgiem występowania jodły pospolitej. Stwierdzono występowanie w Polsce, Belgii, Francji, Holandii, Rumunii, Bułgarii, Włoszech i Ukrainie.
Spotkać ją można głównie w lasach górskich, na wilgotnych miejscach. Owocniki wyrastają na martwych, przewróconych lub stojących pniach drzew i tylko na grubszym drewnie o pewnej minimalnej średnicy.

## Znaczenie
Saprotrof. Młode owocniki są jadalne, ale jest grzybem rzadkim, wymierającym i prawnie chronionym, więc obowiązuje zakaz zbierania. Ponadto nie jest smaczny.

## Gatunki podobne
- Bardzo podobna jest soplówka bukowa (Hericium coralloides), która rośnie głównie na buku, rzadziej na brzozie brodawkowatej i topoli osice[3]. Zasadnicza różnica w budowie polega na tym, że u soplówki jodłowej brak jest igiełek na gałązkach, są one skupione w pęczki na końcu gałązki. Są zwisające, dłuższe niż u soplówki bukowej, i mają ostre końce[4]. Ponadto zarodniki soplówki jodłowej są większe od zarodników soplówki bukowej[6],
- Soplówka jeżowata (Hericium erinaceus) ma owocnik też porośnięty zwisającymi igiełkami, ale nie rozgałęzionymi[12].